# Swithelm z Esseksu
Swithelm z Esseksu (data urodzenia nieznana; zm. 664) – władca anglosaskiego Królestwa Essex w latach 660–664.
Około 660 roku Swithelm wraz z bratem zamordowali swojego krewniaka Zyberta. Swithelm zasiadł na tronie Esseksu jako jego następca. 
Bracia zamordowali króla, zarzucając mu zbytnie sprzyjanie religii chrześcijańskiej (zostali ekskomunikowani) oraz spolegliwość wobec władcy Nortumbrii Oswiu. Po objęciu władzy Swithelm doszedł jednak do wniosku, że warto się ponownie ochrzcić, by uniknąć zbrojnego „nawracania” kraju przez któregoś z chrześcijańskich sąsiadów. Zwrócił się jednak nie do Oswiu, ale do Ethelwolda z Królestwa Anglii Wschodniej, który został jego ojcem chrzestnym, gdy przyjmował chrzest z rąk biskupa Cedda.
Zmarł w 664 roku. Na tronie Esseksu zasiedli wówczas wspólnie jego kuzyni: Sighere i Sebbi.